# Don't Let Me Be Misunderstood
Don't Let Me Be Misunderstood è un brano musicale scritto da Bennie Benjamin, Gloria Caldwell e Sol Marcus per la cantante e pianista Nina Simone, che la registrò per la prima volta nel 1964. In seguito Don't Let Me Be Misunderstood è stata registrata o eseguita da numerosi artisti nel corso degli anni, ma è conosciuta principalmente per la registrazione del 1965 in chiave blues-rock dei The Animals, nella versione rock di Joe Cocker (album del 1969 With a Little Help from My Friends) e nella sua reinterpretazione disco del 1977 dei Santa Esmeralda.

## La versione di Nina Simone
La melodia principale e il ritornello di Don't Let Me Be Misunderstood furono opera del compositore ed arrangiatore Horace Ott dopo una temporanea rottura con la sua fidanzata (in seguito moglie) Gloria Caldwell. Ott portò il materiale creato ai compositori Bennie Benjamin e Sol Marcus per completare l'opera. Tuttavia al momento di riconoscere i credits del brano, le leggi dell'epoca impedirono ad un compositore della BMI di collaborare ufficialmente con due compositori della ASCAP, e nei crediti finali Ott non comparve affatto. Tuttavia, quando il brano fu registrato da Nina Simone nell'album del 1964 Broadway-Blues-Ballads, Ott collaborò dirigendo l'orchestra e curando gli arrangiamenti dell'intero album. Don't Let Me Be Misunderstood fu pubblicato come singolo nello stesso anno, abbinato a A Monster, ma non entrò in classifica.
Per alcuni questa versione di Don't Let Me Be Misunderstood contiene un sotto testo legato all'attivismo della Simone nel campo dei diritti civili degli afro-americani. mentre per altri si tratta di una canzone molto più personale, che meglio di altre rappresenta la vita e la carriera dell'artista.

### Tracce
Lato A
1. Don't Let Me Be Misunderstood

Lato B
1. A Monster

## La versione dei The Animals
Il brano fu riproposto come singolo nel 1965 dai The Animals. Il cantante del gruppo Eric Burdon in seguito disse: "It was never considered pop material, but it somehow got passed on to us and we fell in love with it immediately." ("Non era mai stata considerata materiale pop, ma in qualche modo ce la passarono, e ce ne innamorammo immediatamente) Gli Animals diedero al brano una impronta R&B-rock, accelerandone il ritmo ed aggiungendo assoli di chitarra elettrica e organo. Questa versione ebbe un enorme successo, arrivando terza in classifica inglese e quindicesima della Billboard Hot 100. La canzone è stata inserita alla posizione 315 nella lista delle Lista delle 500 migliori canzoni secondo la rivista Rolling Stone.

### Tracce
Lato A
1. Don't Let Me Be Misunderstood

Lato B
1. Club-A-Gogo

### Classifiche
| Classifica (1965-2012) | Posizione massima |
| ---------------------- | ----------------- |
| Belgio (Vallonia)      | 23                |
| Francia                | 127               |
| Regno Unito            | 3                 |

## La versione dei Santa Esmeralda
Nel 1977 i Santa Esmeralda debuttarono con una versione disco di Don't Let Me Be Misunderstood basata sull'arrangiamento dei The Animals, a cui vennero aggiunti ritmi ed elementi tipici della musica latino-americana. Anche così il brano ebbe successo, arrivando al numero uno della U.S. Billboard Club Play Singles ed in diversi paesi in Europa. Nel 1978 il singolo raggiunse anche la posizione numero 15 della Billboard Hot 100.
Nel 2003 la cover dei Santa Esmeralda acquistò nuova popolarità grazie al suo utilizzo nella scena finale del film Kill Bill Vol. 1. Nel film infatti il duello fra la sposa e O-Ren Ishii è accompagnato da una lunga versione strumentale della canzone di oltre dieci minuti.

### Tracce
Lato A
1. Don't Let Me Be Misunderstood

Lato B
1. You're My Everything

### Classifiche
| Classifica (1977-78) | Posizione massima |
| -------------------- | ----------------- |
| Austria              | 1                 |
| Belgio (Fiandre)     | 2                 |
| Belgio (Vallonia)    | 1                 |
| Canada               | 10                |
| Finlandia            | 8                 |
| Francia              | 2                 |
| Germania             | 1                 |
| Italia               | 1                 |
| Nuova Zelanda        | 8                 |
| Paesi Bassi          | 4                 |
| Regno Unito          | 41                |
| Spagna               | 6                 |
| Sudafrica            | 9                 |
| Svezia               | 10                |
| Svizzera             | 4                 |

## Altre versioni
- Emilio Campassi e i Canaris nel 45 giri dal titolo Vai pure via (Bluebell Records, BB 03147), nella compilation del 2001 Magic Bitpop Vol. 19 (On Sale Music, 52 OSM 054)
- Brian Newman e Lady Gaga
- Joe Cocker album del 1969 "with a little help from my friends" e per il film The Pusher del 2004
- The Moody Blues
- Elvis Costello
- Cyndi Lauper
- Place of Skulls nell'album Nailed
- Uthanda
- John Legend
- No Mercy
- Gary Moore
- Lana Del Rey
- Robben Ford
- Brian Auger
- Mike Batt
- Jon Bon Jovi
- OffBeat
- New Buffalo
- Francesca Pettinelli (Dance with Francesca), 1994
- Duffy (1972)

La band degli Alabina, nel loro album omonimo del 1999, l'ha interpretata in un'inedita versione (Lolole) con testo arabo e spagnolo, corredata da trascinanti ritmi gitani e mediorientali, grazie all'impronta fortemente mediterranea dei Los Niños de Sara ma, soprattutto, della cantante leader del gruppo Ishtar Alabina, nata in Israele, ma di padre marocchino e madre egiziana.
Yusuf Islam, precedentemente conosciuto come Cat Stevens, ha incluso il brano, con il testo cambiato, nel suo album An Other Cup, del 2006.
Il rapper Common ha inciso il brano Misunderstood campionando la versione originale di Don't Let Me Be Misunderstood di Nina Simone. la canzone è inclusa nell'album del 2007 Finding Forever.
La canzone è stata anche campionata da will.i.am per l'album di Lil' Wayne del 2008, Tha Carter III.
La canzone è stata anche interpretata (nello stile dei The Animals) dai Cutting Crew nel loro tour del 2008, come tributo al loro primo manager Chas Chandler, ex componente dei The Animals.
Nel 2013 è stata realizzata un'inedita versione del brano eseguita in duetto da Eric Burdon e Jenny Lewis, inclusa nella colonna sonora True Blood: Music from the HBO Original Series Volume 4.
La versione di Lana Del Rey porta un profondo cambiamento alla canzone.
La versione dei Santa Esmeralda è usata, priva delle parti cantate e accorciata, come accompagnamento musicale nella colonna sonora del film Il buono, il matto, il cattivo.